# Zahi Hawass
Zahi Hawass (arabiska: زاهي حواس), född 28 maj 1947, är egyptolog och sedan 2001 generalsekreterare för högsta rådet för antikviteter i Egypten.
Hawass fick dock sparken 2011 i samband med att president Mubarak tvingades avgå. Han arbetar nu som arkeolog och medverkar återkommande i dokumentärer om olika utgrävningar. 